# Phản anh hùng

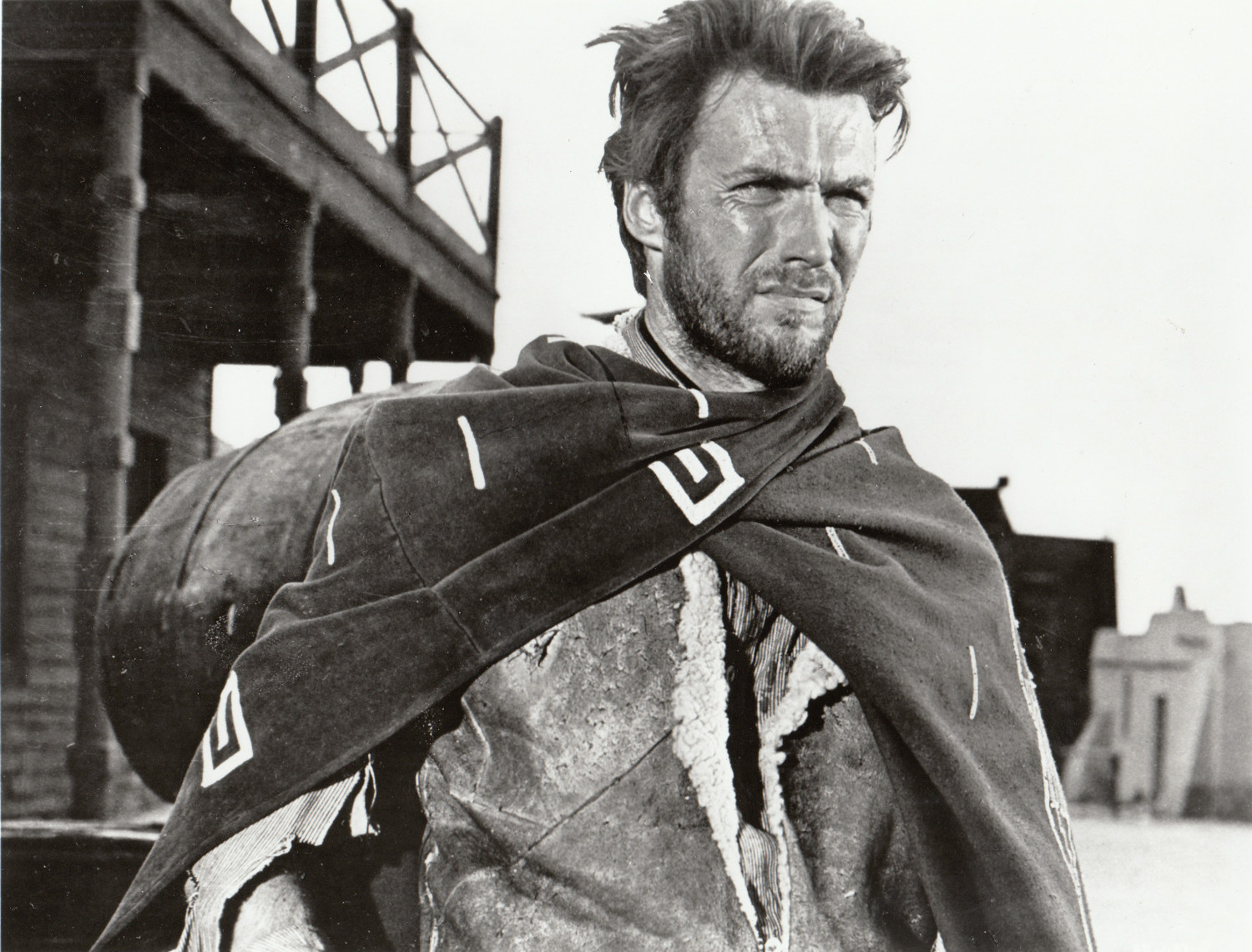
Clint Eastwood, hình ảnh trong A Fistful of Dollars (1964), miêu tả là nhân vật phản anh hùng nguyên mẫu được gọi là "Người đàn ông không tên" trong phim Cao bồi Ý Dollars Trilogy.

Phản anh hùng, antihero (nam) hay antiheroine (nữ) là nhân vật chính trong câu chuyện nhưng lại thiếu những phẩm chất và thuộc tính của một anh hùng thông thường như về chủ nghĩa lý tưởng, lòng can đảm, hay về đạo đức. Mặc dù những antihero đôi khi có thể thực hiện những hành động đúng về mặt đạo đức, nhưng không phải lúc nào cũng vì những lý do chính đáng. Thông thường những hành động của họ chủ yếu vì lợi ích cá nhân hoặc theo cách bất chấp đạo đức,     miễn là hành động của họ cuối cùng sẽ đưa họ trở thành một người tốt. một trong những nhân vật kiểu này là nhân vật Lãm trong tiểu thuyết và bộ phim Người không mang họ.